# Аттінггаузен
Аттінггаузен (нім. Attinghausen) — громада  в Швейцарії в кантоні Урі.

## Географія
Громада розташована на відстані близько 95 км на схід від Берна, 3 км на південь від Альтдорфа.
Аттінггаузен має площу 46,9 км², з яких на 1,7% дозволяється будівництво (житлове та будівництво доріг), 34,3% використовуються в сільськогосподарських цілях, 18,6% зайнято лісами, 45,5% не є продуктивними (річки, льодовики або гори).

## Демографія
2019 року в громаді мешкало 1750 осіб (+10,8% порівняно з 2010 роком), іноземців було 6,8%. Густота населення становила 37 осіб/км².
За віковим діапазоном населення розподілялося таким чином: 24,9% — особи молодші 20 років, 59,1% — особи у віці 20—64 років, 16% — особи у віці 65 років та старші. Було 685 помешкань (у середньому 2,5 особи в помешканні).
Із загальної кількості 412 працюючих 104 було зайнятих в первинному секторі, 110 — в обробній промисловості, 198 — в галузі послуг.